# روبرت بالمر (رجل أعمال)
روبرت بالمر (بالإنجليزية: Robert Palmer)‏ هو شخصية أعمال أمريكي، ولد في 11 سبتمبر 1940.

## وصلات خارجية
- روبرت بالمر على موقع إن إن دي بي (الإنجليزية)